# Teos
Teos (greacă Τέως) a fost un oraș antic grec din Asia Mică, situat la sud-vest de Smirna (actualul İzmir din Turcia).
1. ↑  An Inventory of Archaic and Classical Poleis (PDF)